# Jack Wilson (boxejador)
Jack Wilson   (Spencer, 17 de gener de 1918 - Cleveland, 10 de març de 1956) va ser un boxejador estatunidenc que va competir durant les dècades de 1930 i 1940.
El 1936 va prendre part en els Jocs Olímpics d'Estiu de Berlín, on guanyà la medalla de plata de la categoria del pes gall del programa de boxa. Perdé la final contra l'italià Ulderico Sergo.
Com a amateur va guanyar 50 combats i sols en va perdre un. Destacà la victòria al campionat de l'AAU de 1936. Com a professional es va retirar el 1949 amb un rècord final de 63 victòries, 19 derrotes i cinc combats nuls. Va arribar a ser el número dos del món en pes lleuger per la revista The Ring el 1940, i el número dos el 1941 en el pes wèlter. Va ser el primer boxejador afroamericà que va lluitar en un esdeveniment principal al Hollywood Legion Stadium, quan va derrotar Tony Chávez el 26 d'abril de 1940.
El 2016, el viatge olímpic de 1936 dels divuit atletes negres estatunidencs, entre els que hi havia Wilson, es va documentar al documental Olympic Pride, American Prejudice.